# Albert Bandura
Albert Bandura (Mundare, Canadá, 4 de diciembre de 1925-Stanford, California, Estados Unidos; 26 de julio de 2021) fue un psicólogo canadiense-estadounidense proveniente de una familia originaria de Ucrania. Se centró en estudios de tendencia conductual-cognitiva y fue profesor de la Universidad Stanford, reconocido por su trabajo sobre la teoría del aprendizaje social y su evolución al sociocognitivismo, así como por haber postulado la categoría de autoeficacia.
A lo largo de una carrera de casi seis décadas, Bandura fue responsable de grandes contribuciones en campos muy diferentes de la psicología, incluyendo la teoría social-cognitiva, terapia y psicología de la personalidad. También tuvo una influencia decisiva en la transición entre el conductismo y la psicología cognitiva. Conocido como el creador de la teoría de la autoeficacia, un importante contribuyente a la teoría de aprendizaje social, y responsable del experimento del muñeco Bobo sobre el comportamiento agresivo de los niños.[cita requerida]
Recibió el título de doctor honoris causa en universidades de distintos países por sus contribuciones a la psicología. Algunos de estos títulos fueron otorgados por las universidades de Roma, Indiana, Leiden, Berlín y Salamanca.
Bandura fue además presidente de la Asociación Estadounidense de Psicología en 1974. En 1980 fue nombrado presidente de la Western Psychological Association (WPA, Asociación de Psicología de Occidente) y además en 1999 recibió el título de presidente honorario de la Asociación Psicológica Canadiense.
Una encuesta en 2002 situó a Bandura en el cuarto puesto de los psicólogos más citados de todos los tiempos, después de B. F. Skinner, Sigmund Freud y Jean Piaget.

## Biografía
Bandura nació el 4 de diciembre de 1925 en Mundare, Alberta del Norte, Canadá, en una aldea pequeña de apenas cuatrocientos habitantes, como el último hijo, y único varón, en una familia con dos padres inmigrantes desde Europa del Este, su padre de Cracovia, Polonia y su madre de Ucrania. Realizó su educación primaria y secundaria en la única escuela de la aldea, la cual contaba con recursos limitados. Bandura menciona en su autobiografía que «la carencia de recursos educativos se convirtió en un factor de capacitación que lo ha ayudado mucho, en lugar de convertirse en una deficiencia insuperable».
El verano después de terminar la secundaria, Bandura trabajó en un campamento de base en Yukon donde rellenaba la superficie de la Autopista Alaska con grava para prevenirla de los baches. Posteriormente, Bandura afirmó que esta experiencia había marcado el origen de su interés en la psicopatología humana. Tras esta experiencia, se matriculó en la Universidad de Columbia Británica, en Vancouver, donde por casualidad, descubrió su interés por la psicología. Obtuvo su título de pregrado tras tres años de estudio en 1949 y decidió continuar sus estudios en la Universidad de Iowa, Estados Unidos, ya que su programa de psicología es considerado uno de los mejores. Bandura llegó a Estados Unidos en 1949 y obtuvo la nacionalidad en 1956.
Recibió el título de máster en 1951 y el doctorado en psicología clínica en 1952. Después de realizar una práctica posdoctoral en el Wichita Guidance Center, Bandura se unió al profesorado del departamento de psicología de la Universidad de Standford en 1953.
Se casó en 1952 con Virginia Varns (1921-2011), a quien conoció de manera fortuita en Iowa y con la que tuvo dos hijas, Carol y Mary.

## Investigación
Bandura fue inicialmente influenciado por el trabajo de Robert Sears sobre antecedentes familiares en el comportamiento social y el aprendizaje identificatorio. Dirigió su investigación inicial en relación con el aprendizaje social en la motivación, pensamiento y acción humanas. En colaboración con Richard Welters, su primer estudiante doctoral, desarrolló estudios de aprendizaje social y agresión.

### Teoría del aprendizaje social
Durante la fase inicial de la investigación de Bandura se analizan las bases del aprendizaje humano y la disposición de niños y adultos para imitar acciones observadas en otras, particularmente la agresión.

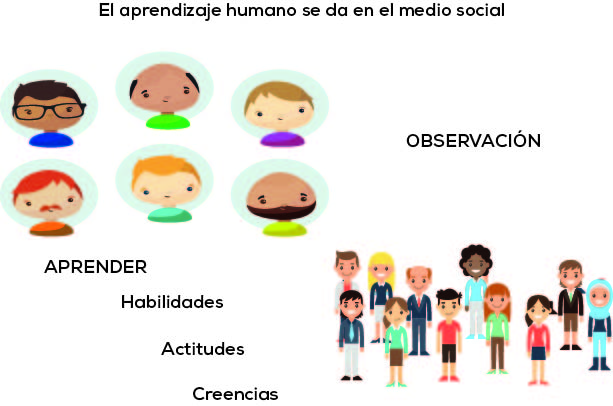

La teoría del aprendizaje social plantea que buena parte del aprendizaje humano se da en el medio social. Al observar a los otros, la gente adquiere conocimientos, reglas, habilidades, estrategias, creencias y actitudes. Aprende acerca de la utilidad y conveniencia de diversos comportamientos fijándose en modelos y en las consecuencias de su proceder, y actúa de acuerdo con lo que cree que debe esperar como resultado de sus actos.
Esta teoría establece que hay tres sistemas reguladores que controlan las conductas:
- Primero, los incentivos previos influyen enormemente en el momento y respuesta del comportamiento. El estímulo que se produce antes de la respuesta conductual debe ser adecuado en relación con el contexto social y las personas actuantes.
- Segundo, la reacción ante el comportamiento (conductas, valoraciones, críticas…) cumple también una función importante. Los refuerzos que siguen a una conducta, bien sea por experiencia o por observación, impactarán en gran manera en su repetición en el futuro.
- Tercero, la importancia de las funciones cognitivas en el aprendizaje social. Por ejemplo, hay gente que se enfada fácilmente con la vista o el pensamiento de personas con quienes han tenido encuentros hostiles, de manera que se produce una conducta agresiva. Este recuerdo se adquiere a través del proceso de aprendizaje.[11]

### Agresión
En la década de los 60, el enfoque conductual era la máxima explicación del aprendizaje, es decir, el condicionamiento tanto clásico como operante, afirmaba que las conductas se aprenden por medio del apareamiento de estímulos. Sin embargo, Albert Bandura criticaba el conductismo de B.F. Skinner por enfocarse exclusivamente sobre los estímulos externos. Bandura creía que además de los estímulos externos, el aprendizaje también se generaba a partir de determinantes internas y sociales.
Es por esto por lo que empezó a analizar los métodos de tratar a niños excesivamente agresivos, identificando el origen de la violencia en sus vidas. En 1957 Neal Miller y John Dollard llevaron a cabo investigaciones preliminares al respecto, que fueron culminadas por Bandura en 1961, con el experimento del muñeco Bobo. Estas pruebas tenían como objetivo demostrar que conductas similares eran aprendidas por individuos creándolas a partir de acciones modelos. Este experimento hacía énfasis en cómo individuos jóvenes son influenciados por actos de adultos. Cuando los adultos son recompensados por sus conductas violentas, los niños son más propensos a seguir golpeando al muñeco. Sin embargo, cuando los adultos eran reprendidos, los niños, consecuentemente, dejaban de golpear al muñeco. Los resultados de estas pruebas cambiaron el curso de la psicología moderna.
Teoría de Aprendizaje Cognitivo Social (SCLT)
SCLT es una teoría de aprendizaje que aparece mediante la idea de que las personas aprenden observando lo que otros hacen, y que los procesos de pensamiento humano son fundamentales para entender la personalidad.
A mediados de la década de 1980, la investigación de Bandura había tomado una inclinación más holística y sus análisis tendían a dar una visión más completa: la visión general de la cognición humana en el contexto del aprendizaje social. 
La teoría, que extendió la teoría del aprendizaje social, pronto se conoció como teoría social cognitiva.
Esta teoría proporciona un marco para comprender, predecir y cambiar el comportamiento humano.
SCLT se enfoca mucho en los conceptos cognitivos. También se enfoca en cómo niños y adultos operan cognitivamente en sus experiencias sociales y cómo estos las cogniciones luego influyen en el comportamiento y el desarrollo.
Supuestos básicos de SCLT a menudo se oponen a estar asociados con los conductistas estadounidenses principalmente porque Bandura ve su teoría como "cognitiva" y no como "conductista".
Bandura realiza énfasis en los orígenes sociales de los procesos cognitivos ya que argumenta que los individuos aprenden tanto comportamientos, como estrategias cognitivas al observar el comportamiento de otros, y estas adquisiciones se pueden aprender sin ser reforzadas directamente. (7)
El aprendizaje es un proceso interno que puede o no dar como resultado un cambio de comportamiento. El aprendizaje puede ocurrir sin un cambio en el comportamiento; en cuanto a éste, se señala que la conducta se dirige hacia objetivos particulares; el comportamiento se autorregula; la cognición juega un papel en el aprendizaje; y finalmente, algunos estudios apoyan que el refuerzo y el castigo tienen un carácter indirecto más que efectos directos sobre el aprendizaje y el comportamiento.
Principio interno de SCLT
Según Bandura las personas son solo productos parciales de sus entornos. crean entornos beneficiosos y luego proceden a ejercer control sobre ellos. Seleccionando ambientes cuidadosamente, Bandura explica que se puede influenciar en qué se convierte una persona. Las elecciones de los individuos son influenciadas por sus creencias y capacidades.
Bandura propone un único principio interno compuesto de tres elementos que interactúan. Este principio es denominado reciprocidad triádica. Algunos académicos en el área de SCLT apoyan la visión de Bandura de la reciprocidad triádica que define al comportamiento del ser humano como una interacción triádica, dinámica y recíproca de: factores personales, comportamiento y el medio ambiente. En una observación más cercana, estos tres fundamentos funcionan en una naturaleza recíproca.

## Terapias

### Terapia de autocontrol
Esta técnica terapéutica incorpora las ideas bases de la autorregulación y ha sido exitosa con problemas relativamente simples de hábitos, como por ejemplo, fumar, hábitos de estudio y comer en exceso.  Dentro de esta terapia se utilizan tres recursos: tablas (registros) de conducta, planning ambiental y auto-contratos.
El primer recurso indica que para realizar auto-observación se deben anotar tipos de comportamiento, tanto antes como después de realizarlos, a través de diarios, lo que ayuda a la persona a tomar nota de los detalles del hábito, permitiéndole tener una visión más concreta de las situaciones asociadas a su hábito. Este primer recurso facilitará el siguiente paso, el planning ambiental, es decir, alterar el ambiente. Por ejemplo, evitar aquellas situaciones que conducen al comportamiento indeseado o buscar lugares que ayuden a adquirir mejores comportamientos. Finalmente, los auto-contratos, es el compromiso que realiza la persona de compensarse cuando se cumpla con su plan y de castigarse cuando no lo haga. Estos contratos deben estar bien detallados y deben ser escritos frente a un testigo.

### Terapia por modelado
La terapia por modelado propuesta por Bandura sugiere que en una situación en la que se enfrente a una persona con algún trastorno psicológico contra alguien lidiando con problemas similares de manera más productiva, por imitación, el primero aprenderá del segundo. En una entrevista con Eduardo Bunge, Bandura afirma que el fin con el que se pensó esta terapia fue para propósitos preventivos. Es decir, no vender agresión, sino promover el bienestar. Es así que la primera vez que utiliza esta terapia fue en el tratamiento de fobias, específicamente la ofidiofobia. En este tratamiento, el paciente observa a través de un cristal un laboratorio, donde se encuentra nada más que una mesa, una silla, una caja con un candado sobre la mesa y una serpiente claramente visible, dentro de la misma. El paciente observa como otra persona, que es un actor, se acerca lenta y temerosamente a la caja. Esta persona, en un principio, se sacude varias veces, se dice a sí mismo que se relaje y da un paso a la vez hacia la serpiente. En este trayecto se detiene un par de veces, se retrae y vuelve a empezar.  Por último, abre la caja, coge a la serpiente, se sienta y la agarra por el cuello; simultáneamente se da instrucciones a sí mismo para relajarse. Posteriormente, se invita al paciente a intentarlo.  Como variable a la terapia, cuando conseguir el espacio, las serpientes y los actores era imposible, se utilizaron grabaciones o incluso se apeló a la imaginación del paciente, estos métodos dieron casi el mismo resultado que el original.

## Obras
- Bandura, Albert (María Zaplana, trad.) (1987). Pensamiento y acción: Fundamentos sociales. Barcelona, Spain: Martínez Roca. ISBN 8427011628.[18]
- Bandura, A. (1999). Auto- Eficacia: cómo afrontamos los cambios de la sociedad actual. (J. Aldekoa, Trad.) Bilbao: Desclée de Brouwer.
- Bandura, A. (1986). Social foundations of thought and action: A social cognitive theory. Englewood Cliffs, NJ: Prentice-Hall.
- Bandura, A. (1991). Self-regulation of motivation through anticipatory and self-reactive mechanisms. In R. A.Dienstbier (Ed.), Perspectives on motivation: Nebraska symposium on motivation (Vol. 38, pp. 69–164). Lincoln: University of Nebraska Press.
- Bandura, A. (1992). Social cognitive theory of social referencing. In S.Feinman (Ed.), Social referencing and the social construction of reality in infancy (pp. 175 – 208). New York: Plenum.
- Bandura, A. (Ed.). (1995). Self-efficacy in changing societies. Cambridge, England : Cambridge University Press.
- Bandura, A. (1997). Self-efficacy: The exercise of control. New York: Freeman.
- Bandura, A. (1999a). A social cognitive theory of personality. In L.Pervin & O.John (Eds.), Handbook of personality (2nd ed., pp. 154–196). New York: Guilford.
- Bandura, A. (1999b). Moral disengagement in the perpetration of inhumanities. Personality and Social Psychology Review, 3, 193–209.
- Bandura, A. (2001). Social cognitive theory: An agentic perspective. Annual Review of Psychology, 52, 1–26.
- Bandura, A. (2002). Social cognitive theory in cultural context. Journal of Applied Psychology: An International Review, 51, 269–290.
- Bandura, A. (in press). Reflexive empathy: On predicting more than has ever been observed. Behavioral and Brain Sciences.
- Bandura, A., Barbaranelli, C., Capara, G. V., & Pastorelli, C. (1996a). Mechanisms of moral disengagement in the exercise of moral agency. Journal of Personality and Social Psychology, 71, 364–374.
- Bandura, A., Barbaranelli, C., Caprara, G. V., & Pastorelli, C. (1996b). Multifaceted impact of self-efficacy beliefs on academic functioning. Child Development, 67, 1206–1222.
- Bandura, A., Barbaranelli, C., Caprara, G. V., & Pastorelli, C. (2001). Self-efficacy beliefs as shapers of children's aspirations and career trajectories. Child Development, 72, 187–206.
- Bandura, A., Barbaranelli, C., Caprara, G. V., Pastorelli, C., & Regalia, C. (2001). Sociocognitive self-regulatory mechanisms governing transgressive behavior. Journal of Personality and Social Psychology, 80, 125–135.
- Bandura, A., Pastorelli, C., Barbaranelli, C., & Caprara, G. V. (1999). Self-efficacy pathways to childhood depression. Journal of Personality and Social Psychology, 76, 258–269.
- Bandura, A., & Rosenthal, T. L. (1966). Vicarious classical conditioning as a function of arousal level. Journal of Personality and Social Psychology, 3, 54–62.
- Bandura, A., & Walters, R. H. (1959). Adolescent aggression. New York: Ronald Press.